# Edward van Sloan
Edward van Sloan (Chaska, de Minnesota, 1 de noviembre de 1882 - San Francisco, de California, 6 de marzo de 1964) fue un actor estadounidense conocido por sus papeles en películas de terror de la Universal.

## Biografía

### Carrera
Edward van Sloan interpretó sus principales papeles en los años 30: en las películas Drácula (1931), Frankenstein (1931) y La momia (1932). En la primera interpretaba a Abraham van Helsing, el famoso cazador de vampiros. Van Sloan ya había interpretado al personaje en una película anterior, en 1924. Más tarde, en la película de La momia, haría un papel parecido: el del Dr. Muller. Van Sloan volvió a interpretar a Van Helsing en la secuela La hija de Drácula. En Frankenstein, encarnó al antiguo profesor de Victor Frankenstein: el Dr. Waldman. Al comenzar la película, Edward Van Sloan aparece delante de una cortina antes de los créditos de apertura de la película para advertir al público de que ahora tiene la oportunidad de escapar del teatro si es demasiado escrupuloso para soportar la película.

### Vida personal
Edward Van Sloan estuvo casado con Myra Jackson hasta la muerte de ella en 1960, tuvieron un hijo. En 1964, el actor falleció y fue enterrado en el cementerio de Blue Bell, en Pensilvania.

## Filmografía parcial
- Drácula (1931)
- Frankenstein (1931)
- La momia (1932)
- Play-Girl (1932)
- Man Wanted (1932)
- Behind the Mask (1932)
- The Last Mile (1932)
- Murder on the Campus (1933)
- Infernal Machine (1933)
- Goodbye Love (1933)
- The Black Room (1935)
- The Woman in Red (1935)
- A Shot in the Dark (1935)
- Los Últimos días de Pompeya (1935)
- La hija de Drácula (1936)
- The Story of Louis Pasteur (1936)
- Danger on the Air (1938)
- Valley of Hunted Men (1942)
- Riders of the Rio Grande (1943)